# Литвиненко (мини-сериал)
«Литвиненко» (англ. Litvinenko) — британский четырёхсерийный мини-сериал об Александре Литвиненко, премьера которого состоялась 15 декабря 2022 года. Главную роль сыграл Дэвид Теннант.

## Сюжет
Главный герой мини-сериала — Александр Литвиненко, бывший агент советских и российских спецслужб, умерший в результате отравления полонием в Лондоне в 2006 году.

## В ролях
- Дэвид Теннант — Александр Литвиненко
- Маргарита Левиева[2] — Марина Литвиненко
- Марк Боннар — Клайв Тиммонс, офицер Скотленд-Ярда
- Нил Мэскелл — Брент Хаятт, офицер Скотленд-Ярда

## Производство и премьера
Проект был анонсирован осенью 2021 года. Производством занялась корпорация ITV. Мини-сериал включает четыре эпизода, сценарий написал Джордж Кэй. Роль Литвиненко получил Дэвид Теннант. Съёмки начались в Лондоне в октябре 2021 года. Премьера шоу состоялась в декабре 2022 года.